# Thomas Young
Thomas Young (Milverton, 13 giugno 1773 – Londra, 10 maggio 1829) è stato uno scienziato britannico, famoso per le ricerche riguardanti la luce e la meccanica dei solidi, e per i suoi contributi alla fisiologia e all'egittologia.

## Biografia
Young proveniva da una famiglia quacchera del Somerset (Inghilterra), dove nacque nel 1773, primogenito di dieci fratelli. A quattordici anni imparò il greco e il latino, con nozioni anche di francese, italiano, ebraico, caldeo, siriaco, samaritano, arabo, persiano, turco e amarico.
Nel 1792 iniziò gli studi di medicina a Londra. Nel 1794, si trasferì a Edimburgo, quindi un anno dopo andò a Gottinga, dove si laureò in fisica nel 1796. Nel 1797 entrò a far parte dell'Emmanuel College di Cambridge. In questo stesso anno, Young ereditò i beni di Richard Brocklesby, un suo prozio, conseguendo così l'indipendenza economica. 
Nel 1799 iniziò a lavorare come medico nello studio al n. 48 di Welbeck Street a Londra (oggi contrassegnato da una targa). Young pubblicò molti dei suoi saggi in modo anonimo per salvaguardare la sua reputazione di medico.

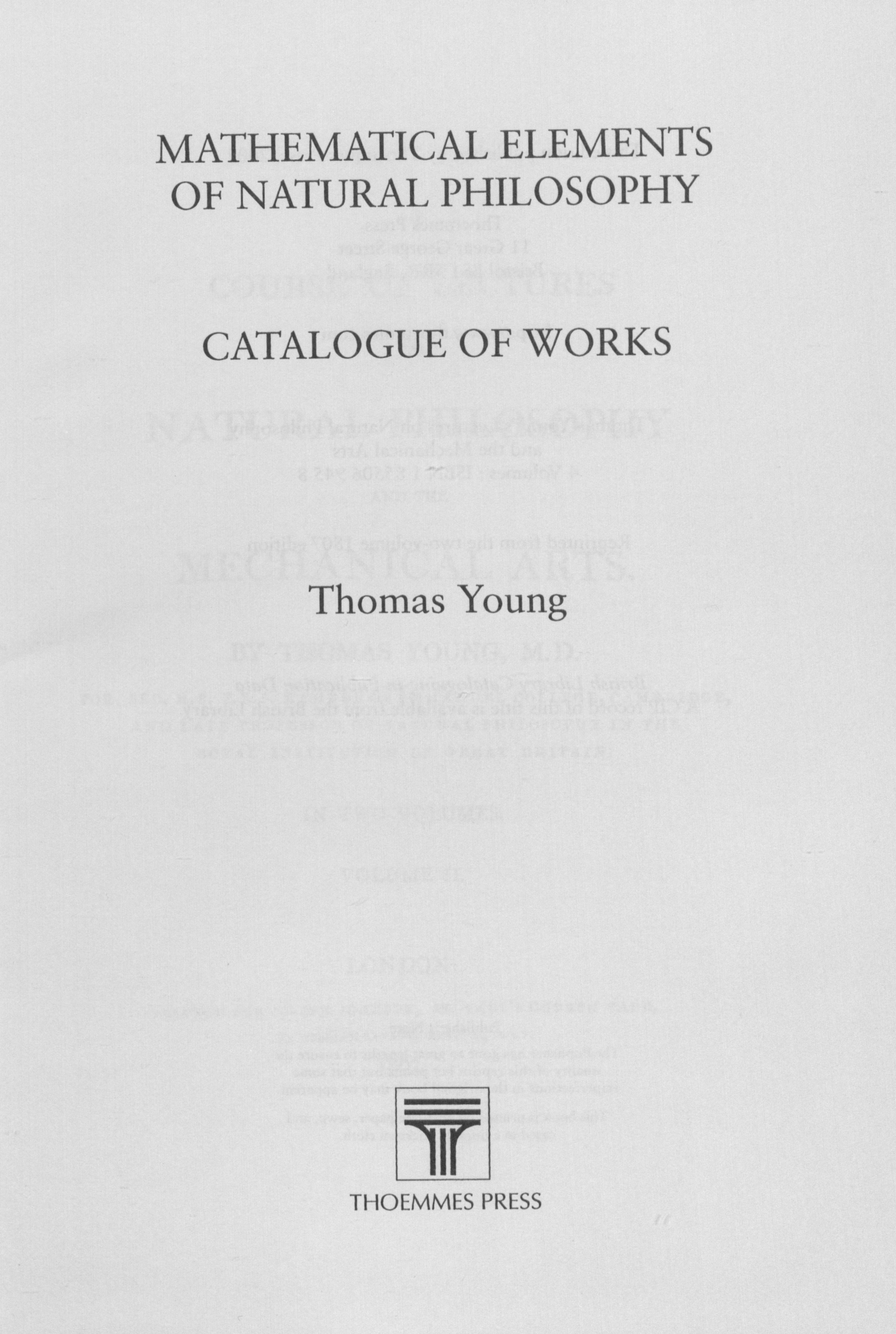
Mathematical elements of natural philosophy, 2002

Nel 1801 venne nominato docente di filosofia naturale presso la Royal Institution, dove tenne 91 lezioni. Nel 1802, entrò a far parte del Consiglio della Royal Society, di cui era membro sin dal 1794. Nel 1803 rassegnò le dimissioni da professore ritenendo che i relativi obblighi potessero interferire con la sua professione di medico. Le lezioni tenute presso la Royal Institution vennero pubblicate nel 1807 con il titolo di Course of Lectures on Natural Philosophy e in esse si possono leggere un certo numero di anticipazioni delle successive teorie formulate da Young.
Nel 1811 Young iniziò a esercitare come medico presso il St. George's Hospital e tre anni dopo partecipò ai lavori di una commissione incaricata di studiare i pericoli derivanti dall'uso generalizzato del gas per illuminazione a Londra. Nel 1816 fu segretario di una commissione incaricata di accertare l'unità di lunghezza basata sulla regolare oscillazione di un pendolo, nel 1818 divenne segretario del Consiglio preposto alla soluzione del problema della longitudine e fu anche Sovrintendente presso il Reale Annuario Nautico. Pochi anni prima della sua morte, Young si interessò della problematica collegata all'assicurazione sulla vita. Nel 1827 divenne uno degli otto membri stranieri dell'Accademia francese delle scienze e il 7 giugno dello stesso anno fu nominato Socio dell'Accademia delle Scienze di Torino.
Thomas Young morì a Londra il 10 maggio 1829 e fu sepolto presso il cimitero di St. Giles Church a Farnborough nel Kent.
Studiosi e scienziati successivi hanno elogiato, nel complesso, l'opera di Young nonostante essi l'abbiano conosciuto solo attraverso i risultati da lui ottenuti nei loro rispettivi campi. Un suo contemporaneo, Sir John Herschel lo definì "un genio veramente originale". Albert Einstein lo elogiò nell'introduzione all'edizione del 1931 dell'Ottica di Newton. Fra gli altri ammiratori ricordiamo il fisico Lord Rayleigh e il premio Nobel Philip Anderson.
Uno dei diretti discendenti di Thomas Young è stato John Z. Young (1907–1997), zoologo e neurofisiologo inglese.

## Ricerca

### Fisica

#### Interferenza ottica
In fisica Thomas Young è meglio conosciuto per i suoi lavori in ottica, come autore di una ricerca che stabilisce il dualismo onda-particella, e soprattutto come scopritore dell'interferenza nella luce. Nell'esperimento della interferenza da doppia fenditura del 1801 viene fatto passare un fascio di luce attraverso due fessure parallele praticate su uno schermo opaco, in modo da ottenere uno schema di bande chiare e scure su una superficie bianca posta dietro lo schermo. Ciò convinse Young della natura ondulatoria della luce (Tony Rothman in Everything's Relative and Other Fables from Science and Technology sostiene che non vi è certezza che Young realmente abbia condotto questo esperimento).

#### Teoria dell'elasticità
Con la lettera {\displaystyle E} si indica il modulo di Young o modulo di elasticità longitudinale, che pone in correlazione la sollecitazione (di qualsiasi tipo) su un corpo con la relativa sua deformazione (allungamento rispetto alla lunghezza iniziale), tale relazione di proporzionalità viene espressa con {\displaystyle \sigma =E\varepsilon _{m}}, nel caso di un corpo sollecitato lungo un asse principale. Il modulo di Young è indipendente dalla geometria dei materiali presi in esame, cioè con esso ci si riferisce a una proprietà specifica del singolo materiale. Il modulo di Young consentì, per la prima volta, la previsione dell'allungamento in un componente soggetto a una data sollecitazione (e viceversa). Prima della individuazione del coefficiente di elasticità da parte di Young, gli ingegneri dovevano applicare la legge di Hooke, {\displaystyle {\vec {F}}=-k{\vec {x}}}, per identificare la deformazione (x) di un corpo soggetto a un carico noto (F). In questa formula, la costante k è contemporaneamente una funzione geometrica e del materiale preso in esame; ciò comportava un sottoporre a saggio ogni nuovo componente utilizzato. Invece il modulo di Young è indipendente dalla geometria (cioè è specifico del materiale), consentendo una vera rivoluzione nelle costruzioni dal momento che la proprietà di un singolo materiale (E) poteva essere utilizzata per calcolare l'allungamento (o la sollecitazione) senza dover sperimentare ogni componente. Il modulo di Young è tuttora la base per ogni moderna opera ingegneristica.

#### Le due equazioni della tensione superficiale
Nel 1804 con l'Essay on the "Cohesion of Fluids" (Phil. Trans., 1805, p. 65) pose le basi della teoria della capillarità, osservando la costanza dell'angolo di contatto fra una superficie liquida e un solido.
Definì dinamicamente la tensione superficiale attraverso l'equazione di Young-Laplace, così chiamata in quanto scoperta in modo autonomo da Laplace nel 1805.
Passò quindi a considerazioni energetiche (fu qui il primo a usare il termine energia in senso moderno) descrivendo poi l'energia libera superficiale del sistema e l'energia libera interfacciale solido-liquido con l'equazione di Young–Dupré, così chiamata in quanto ulteriormente sviluppata circa 60 anni più tardi da Dupré che ne chiarì gli effetti termodinamici.

### Medicina (fisiologia)

#### Vista e teoria tricromatica della visione
Young viene considerato uno dei fondatori della fisiologia ottica. Nel 1793 spiegò con la variazione del grado di curvatura del cristallino il processo di accomodazione da parte dell'occhio per mettere a fuoco gli oggetti posti a diversa distanza; nel 1801 Young per primo descrisse l'astigmatismo.
Il 12 novembre 1801, in una "Bakerian Lecture" tenuta presso la Royal Society di Londra, pone le basi della teoria tricromatica della visione, che sarà ripresa in seguito da Hermann von Helmholtz, ipotizzando che la retina contenga tre tipi di recettori sensibili rispettivamente rosso, al giallo e al blu.
Secondo Newton tutti i colori possono essere ottenuti mescolando colori spettrali, e quindi l'ipotesi tricromatica sarebbe stata vera (e in accordo con Newton) se tutti i colori spettrali fossero a loro volta ottenibili da tre di essi, i colori "primari". Gli scienziati si misero alla ricerca di quei tre colori, e alcuni di loro affermarono di averli trovati. Per esempio il gesuita francese Louis-Bertrand Castel (1688-1757) pubblica nel 1740 il volume Optique des Couleurs, in cui afferma di aver scoperto i colori "primitivi" (rosso, giallo e blu) e in una seconda opera in due volumi del 1743, Le vrai système de physique générale de M. Isaac Newton attacca la teoria di Newton, il che gli valse da parte di Voltaire la definizione di "Don Chisciotte delle matematiche".
La soluzione trovata da Thomas Young è questa: il tricromatismo è causato dalla fisiologia del sistema visivo, cioè è causato dall'occhio e non da proprietà della luce. Nella citata Bakerian Lecture tenuta alla Royal Society nel 1801, Young spiega che Newton ha proposto un modello secondo il quale ogni sensazione di colore è dovuta alla mescolanza di colori spettrali e quindi questi ultimi sono i colori "primari". I colori spettrali sono infiniti ma (come anche allora già si sapeva) l'occhio riesce a distinguerne circa 200. Se ogni colore spettrale richiedesse un proprio tipo di fotorecettore nella retina, che reagisce solo a quella lunghezza d'onda, la retina dovrebbe disporre di infiniti (o almeno duecento) tipi di fotorecettori diversi. Nelle parole di Young:
«...poiché è quasi impossibile ammettere che ogni punto sensibile della retina possa contenere un numero infinito di particelle, ognuna capace di vibrare in perfetto unisono con ogni possibile ondulazione, diventa necessario ipotizzarne un numero limitato, per esempio, ai tre colori principali, rosso, giallo e blu, le cui frequenze di ondulazione stanno tra di loro quasi esattamente come i numeri 8, 7, e 6; e [diventa necessario ammettere anche] che ognuna di queste particelle possa essere messa in movimento più o meno intensamente da ondulazioni differenti più o meno da quelle corrispondenti all'unisono perfetto; per esempio le ondulazioni della luce verde, che stanno approssimativamente nel rapporto di 6 1/2, influenzeranno ugualmente sia le particelle all'unisono con il giallo che quelle con il blu, e produrranno lo stesso effetto di una luce composta da queste due specie; e ogni filamento sensitivo del nervo potrebbe consistere di tre parti, una per ciascun colore principale.»
Young ricerca dunque i tre componenti del colore nella costituzione dell'apparato visivo piuttosto che nell'esterno. Insomma, non esistono colori "primari" ma tre tipi di elementi sensibili al colore nella retina (un anno dopo aver indicato come esempio rosso, giallo e blu, Young indicò rosso, verde e violetto).
È questa la prima teoria di visione dei colori, cioè la prima spiegazione del perché vediamo i colori come li vediamo. I modelli di questo tipo hanno a che fare con la struttura dell'apparato visivo, della retina in particolare, e con i meccanismi che stanno dietro la retina e portano impulsi nervosi al cervello, che ne ricava la sensazione di colore.
La qualità di un colore, secondo la teoria di Young, dipende dai rapporti delle intensità delle tre sensazioni e la luminosità dalla loro somma. Un raggio blu per esempio è capace di eccitare sia la sensazione verde sia quella violetta e un raggio giallo sia quella rossa sia quella verde.
Secondo Hubel «il lungo intervallo di tempo tra Newton e Young è difficile da spiegare, ma diversi ostacoli devono certamente aver impedito una chiarificazione, come il fatto che il verde si ottiene mescolando le tinte (materiali) giallo e blu» mentre per Gregory «il perno delle polemiche tra le varie teorie per spiegare la visione cromatica è proprio rappresentato dal giallo».

#### Altri contributi
Young contribuì in modo fattivo all'emodinamica, nelle conferenze Croonian del 1808 su "Funzioni del cuore e delle arterie". Fra i suoi scritti di medicina ricordiamo anche "Un'introduzione alla letteratura medica" del 1813, comprendente un Sistema di nosologia pratica, e "Un trattato pratico e storico sulle malattie consuntive" del 1815.
Si deve inoltre a Young una regola empirica sul come determinare il dosaggio dei medicinali in pediatria. Tale regola stabilisce che il dosaggio per i bambini è uguale al dosaggio per adulti moltiplicato per il numero di anni di età del bambino, diviso per la somma di 12 più l'età del bambino.

### Lingue
Nel suo articolo "Lingue" scritto per l'Enciclopedia Britannica, Young paragonò la grammatica e il vocabolario di 400 lingue. In un'altra opera del 1813, egli introdusse il termine lingue indoeuropee, 165 anni dopo che il linguista olandese Marcus Zuerius van Boxhorn aveva avanzato tale proposta nel 1647.

### Geroglifici egiziani
Young fu anche tra i primi a cercare di decifrare i geroglifici egizi, seguendo i lavori di Silvestre de Sacy e Johan David Åkerblad che composero un alfabeto demotico di 29 lettere usate da Young. Tuttavia Åkerblad, erroneamente, riteneva che il demotico fosse interamente fonetico o alfabetico. Nel 1814 Young tradusse completamente l'"encoriale" (o demotico, in termini moderni) della stele di Rosetta (egli aveva a disposizione una lista di 86 parole demotiche), e successivamente studiò l'alfabeto geroglifico ma non riuscì a riconoscere che i testi in demotico e in geroglifici erano delle parafrasi e non semplici traduzioni. Nel 1823 pubblicò una Relazione sulle recenti scoperte nella letteratura geroglifica e antichità egiziane. Alcune delle conclusioni cui giunse Young furono presentate nel suo famoso articolo "Egypt", scritto per l'edizione del 1818 dell'Encyclopædia Britannica.
Quando il linguista francese Jean-François Champollion pubblicò la sua traduzione dei geroglifici, Young ne apprezzò il lavoro, ma fece notare che il francese si era basato sul sistema che proprio Young aveva esposto in varie pubblicazioni e pertanto ne chiese il dovuto riconoscimento. Champollion, tuttavia, non fu d'accordo su questo. La querelle linguistica, accompagnata dalla tensione politica dell'epoca, divise nettamente il campo fra i sostenitori inglesi di Young e quelli francesi di Champollion. Champollion, la cui opera rendendo comprensibile la grammatica dei geroglifici evidenziò gli errori commessi da Young, sostenne con vigore che egli solo aveva decifrato i geroglifici. Tuttavia, dopo il 1826, Champollion, ricoprendo la carica di curatore al Louvre, consentì a Young di accedere ai manoscritti demotici lì custoditi.

### Musica
Ha sviluppato il temperamento di Young, un metodo per accordare strumenti musicali.

## Opere maggiori
- A Course of Lectures on Natural Philosophy and the Mechanical Arts (1807, ripubblicata nel 2002 da Thoemmes Press).
- Miscellaneous Works of the Late Thomas Young, M.D., F.R.S. (1855, 3 volumi, curata da John Murray, ripubblicata nel 2003 da Thoemmes Press).
- Thomas Young, Mathematical elements of natural philosophy, Thoemmes press, 2002.